# Toprzyny
Toprzyny (deutsch Topprienen) ist ein Ort in der polnischen Woiwodschaft Ermland-Masuren und gehört zur Landgemeinde Górowo Iławeckie (Landsberg) im Powiat Bartoszycki (Kreis Bartenstein) – bis 1945 zum Kreis Preußisch Eylau in Ostpreußen.

## Geographische Lage
Toprzyny liegt zwei Kilometer südlich der polnisch-russischen Staatsgrenze im Nordwesten der Woiwodschaft Ermland-Masuren, fünf Kilometer südwestlich der auf russischem Gebiet gelegenen früheren Kreisstadt Preußisch Eylau (russisch Bagrationowsk) bzw. 19 Kilometer nordwestlich der jetzigen Kreismetropole Bartoszyce (deutsch Bartenstein).

## Geschichte

### Ortsgeschichte
Erstmals urkundlich erwähnt wurde das seinerzeitige Tipperien im Jahre 1372 und wurde nach 1372 Toperyn, Toprine, Tropprienen, Torpine, Torpuse, Dorpuse und Jopprinnen, nach 1743 Toprienen und nach 1820 Topprienen genannt. Im Jahre 1874 kam die Landgemeinde Topprienen zum neu gebildeten Amtsbezirk Gallehnen (polnisch Gałajny) im Kreis Preußisch Eylau, Regierungsbezirk Königsberg, in Ostpreußen. 207 Einwohner zählte Topprienen im Jahre 1910.
Am 30. September 1928 vergrößerte sich die Landgemeinde Topprienen und schloss sich mit den Nachbarorten Dulzen (polnisch Dulsin), Gallehnen (Gałajny), Heinrichswalde (Wężykowo) und Schwadtken (Świadki Iławeckie) zur neuen Landgemeinde Topprienen zusammen, und am 28. Mai 1930 wurde der Amtsbezirk Gallehnen in „Amtsbezirk Topprienen“ umbenannt. Die Einwohnerzahl von Topprienen stieg bis 1933 auf 389 und bis 1939 auf 440.
Am Morgen des 10. Februar 1945 wurde Topprienen kampflos von Sowjettruppen besetzt. Es hatte Tags zuvor Artilleriebeschuss gegeben, durch den viele Gebäude beschädigt oder gar zerstört wurden. Als 1945 in Kriegsfolge Ostpreußen geteilt und an die Sowjetunion (Nordteil) bzw. an Polen (Südteil) fiel, lag Topprienen unweit des Grenzgebietes und erhielt die polnische Namensform „Toprzyny“. Heute ist das kleine Dorf eine Ortschaft innerhalb der Gmina Górowo Iławeckie (Landgemeinde Landsberg) im Powiat Bartoszycki (Kreis Bartenstein), von 1975 bis 1998 der Woiwodschaft Allenstein, seither der Woiwodschaft Ermland-Masuren zugehörig. im Jahre 2021 zählte Toprzyny 96 Einwohner.

### Amtsbezirk Topprienen (1930–1945)
Von 1930 bis 1945 war Topprienen Amtsdorf im ostpreußischen Kreis Preußisch Eylau in Nachfolge des umbenannten Amtsbezirk Gallehnen. Zugehörig waren die drei Orte Kumkeim (polnisch Kumkiejmy), Tenknitten (russisch Muromskoje) und Topprienen. Alle drei gehörten ab 1. April 1938 zum Gutsbezirk Gartenstadt Stablack (russisch Dolgorukowo).

## Religion
Bis 1938 war Topprienen mit seiner mehrheitlich evangelischen Bevölkerung in das Kirchspiel der Kirche Klein Dexen (russisch Furmanowo) in der Kirchenprovinz Ostpreußen der Kirche der Altpreußischen Union eingepfarrt. 1938 wurde das Dorf in die neu erbaute Kirche in Gartenstadt Stablack umgegliedert.
Die heute fast ausnahmslos römisch-katholische Einwohnerschaft Toprzynys gehört zur Pfarrei in Gałajny (Gallehnen) im Erzbistum Ermland.

## Verkehr
Toprzyny liegt an der polnischen Woiwodschaftsstraße 511 bzw. an der früheren deutschen Reichsstraße 134 im Abschnitt zwischen Górowo Iławeckie (Landsberg) und der Staatsgrenze. Bis 1945 führte sie bis in die Kreisstadt Preußisch Eylau (russisch: Bagrationowsk). Eine Bahnanbindung existiert nicht.